# Callitropsis pygmaea
Callitropsis pygmaea là một loài thực vật hạt trần trong họ Cupressaceae. Loài này được Lemmon D.P. Little mô tả khoa học đầu tiên năm 2006.